# وكيل أباد (أرزوئية)
وکیل أباد (بالفارسية: وکیل‌آباد) هي قرية تقع في إيران في قسم وکيل أباد الريفي. يقدر عدد سكانها بـ 4,010 نسمة .